# From Japan
From Japan Limited est une entreprise japonaise de commerce électronique. Elle propose ses services aux étrangers en tant qu'intermédiaire pour les achats sur la plupart des sites japonais d'enchères et de commerce en ligne.

## Description
From Japan a commencé son activité en 2004 en proposant d'abord ses services pour les enchères japonaises, puis les a étendus pour les sites d'achats en ligne en 2005. L'entreprise se développe afin d'offrir une solution simple pour les étrangers souhaitant acheter des articles sur des enchères ou sur des sites de commerce japonais confrontés à la barrière de la langue ou d'autres problèmes tels que les sites ne livrant pas à l'étranger.
Faisant partie des premiers services intermédiaires en ligne au Japon, From Japan regroupe des utilisateurs de 196 pays et régions du monde.
Le site est disponible en anglais, chinois (traditionnel et simplifié) et japonais ; une partie du site est également disponible en français et en espagnol. De plus, du fait que l'accès de l'étranger est élevé, From Japan offre un service d'aide à la vente à l'international (« Vendez à l'étranger en plaçant juste une bannière sur votre site ») aux sites de commerce électronique visant à s'étendre à l'étranger. Ainsi, elle contribue au dynamisme des petits et moyens commerçants locaux.

## Chronologie
- Mars 2004 : Création de From Japan Co., Ltd. à Tokyo-to, Koto-ku, Shirakawa
- Août : Début du service d'intermédiaire pour les enchères Yahoo! Japan Auctions
- Octobre 2005 : Début du service d'intermédiaire pour les sites d'achats en ligne
- 2006 : Partenariat avec Yahoo! Hong Kong
- Juin 2011 : Déplacement du siège social à Koto-ku Aomi 2-7-4
- Septembre : Début du service s'aide à la vente à l'international « Vendez à l'étranger en plaçant juste une bannière sur votre site »
- Octobre 2012 : Déplacement du siège social à Chiyoda-Ku, Hirakawacho, 1-4-14
  - Collaboration avec Rakuten - Promotion sur les articles de Rakuten
- Septembre 2014 : Déplacement du siège social à Chiyoda-Ku, Hirakawacho, 1-1-1
- Août 2015 : Déplacement du siège social à Chiyoda-Ku, Kioicho, 3-12
- Octobre : Rénovation du site comprenant entre autres la facilité d'accès pour les mobiles[4].